# جمية ثلمية
الجُمِية الثلمية (باللاتينية: Phacelia crenulata) نوع نباتي ينتمي إلى جنس الجمية من الفصيلة الحمحمية.
موطنها المناطق الجافة في ولاية كاليفورنيا الأمريكية وشمال المكسيك.